# Michaił Makouski
Michaił Michajławicz Makouski (biał. Міхаіл Міхайлавіч Макоўскі, ros. Михаил Михайлович Маковский, Michaił Michajłowicz Makowski; ur. 23 kwietnia 1977 w Mołodecznie) – białoruski piłkarz, grający na pozycji pomocnika, reprezentant Białorusi.

## Kariera piłkarska

### Kariera klubowa
Wychowanek DJuSSz w Mołodeczno. Rozpoczął karierę piłkarską w miejscowym klubie FK Mołodeczno, skąd w 1996 trafił do Dynamy Mińsk. Latem 1997 przeszedł do Dynama Kijów. W podstawowej jedenastce rozegrał tylko 2 mecze, występował przeważnie w drugiej drużynie Dynama, a potem na wypożyczeniu w takich klubach jak Worskła Połtawa, CSKA Kijów, Zakarpattia Użhorod i Dynama Mińsk. Latem 2004 przeniósł się do azerskiego Interu Baku. Po wygaśnięciu kontraktu na początku 2007 został piłkarzem FK Daryda. W 2008 powrócił do Zakarpattia Użhorod, w którym grał do września 2008. Po rocznej przerwie w 2010 powrócił do profesjonalnej piłki nożnej w drugoligowym klubie FK Haradzieja.

### Kariera reprezentacyjna
W reprezentacji Białorusi wystąpił 1 raz.

## Sukcesy i odznaczenia

### Sukcesy klubowe
- mistrz Białorusi: 1997
- wicemistrz Białorusi: 1996
- brązowy medalista Mistrzostw Białorusi: 2003
- mistrz Ukrainy: 1998, 1999